# Nem
Der Nem (russisch Нем) ist ein linker Nebenfluss der Wytschegda in der Republik Komi in Nordwestrussland.
Der Nem hat seinen Ursprung an der Grenze der Republik Komi zur Region Perm. Er fließt westwärts und nimmt zahlreiche Nebenflüsse auf. Nach 260 km erreicht der Nem die Wytschegda. Das Einzugsgebiet umfasst 4230 km². Der Fluss ist zwischen November und Mai von einer Eisschicht bedeckt. Der Abfluss wird hauptsächlich von der Schneeschmelze bestimmt. Der mittlere Abfluss am Pegel Krasnojar, 16 km oberhalb der Mündung, beträgt 38 m³/s. Wichtigste Nebenflüsse des Nem sind Kukju und Yn von links, sowie Sakuban von rechts.